# Студенческая культура

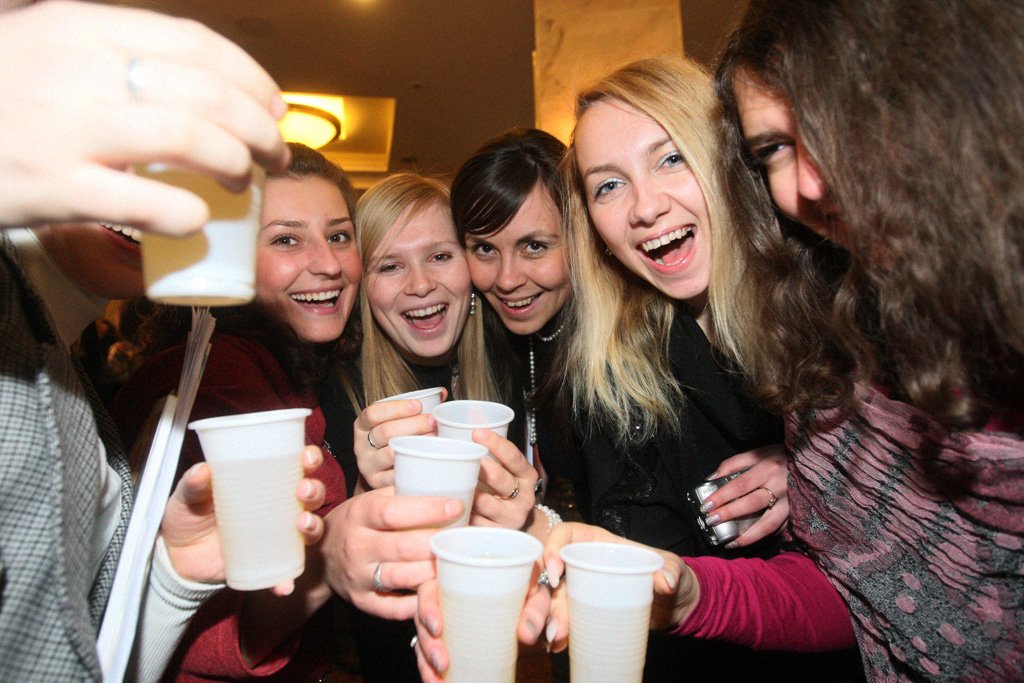
Студенческий праздник в МГУ

Студенческая культура — совокупность образцов, норм, ценностей, практик, верований, определяющих поведение студентов и их групп.

## Средние века
Студенческая культура возникла после появления европейских университетов. Важной формой внутренней организации учащихся в них были землячества, имевшие свои традиции. Многие события университетской жизни проходили в театрализованной форме (например, посвящения). Сформировалась студенческая литература (творчество вагантов), особую роль играли пьянство и поединки.

## Новое время
Университетские традиции получили развитие в XV—XIX вв. В Германии студенты-бурши устраивали попойки, дуэли, непристойные выходки. Крайней формой неэтичного поведения являлся пеннализм — истязания и унижения новичков.
В Великобритании, США и ряде других стран возникли тайные общества студентов, члены которых поддерживали друг друга и после получения диплома. Так, многие члены американской организации «Череп и Кости» сделали политическую карьеру.
В России университетская культура появилась в 18-19 вв. (празднование Татьянина дня; а также торжества университетов - университетские акты). Заметным явлением культурной жизни московских студентов был театр Московского университета. Анализ культуры студенчества начала 20 в. дал в сборнике «Вехи» А. С. Изгоев (Ланде). По мнению этого исследователя, русские студенты отличались от европейских более активной половой жизнью и политическим радикализмом. Картины дореволюционного студенческого быта дали Владимир Гиляровский, Николай Гарин-Михайловский, жизнь семинаристов описал Николай Помяловский.

## Современность
Современная студенческая культура проявляется на уровне профсоюзной и политической активности, творческой деятельности, ритуалов, субкультур, суеверий. В XXI веке значительное влияние приобретают социальные сети.